# Hypericum wilsonii
Hypericum wilsonii är en johannesörtsväxtart som beskrevs av N. Robson. Hypericum wilsonii ingår i släktet johannesörter, och familjen johannesörtsväxter. Inga underarter finns listade i Catalogue of Life.